# قياس عن بعد
القياس عن بعد أو القياس البعادي (بالإنجليزية: Telemetry)‏ هو العملية لقياس ظاهرة عن بعد باستخدام نظام استشعار، تُحَوَّل نتيجة القياس إلى بيانات رقمية وتنقل إلى مكان التحليل لمعالجتها واستخدامها.

## نظام القياس عن بعد

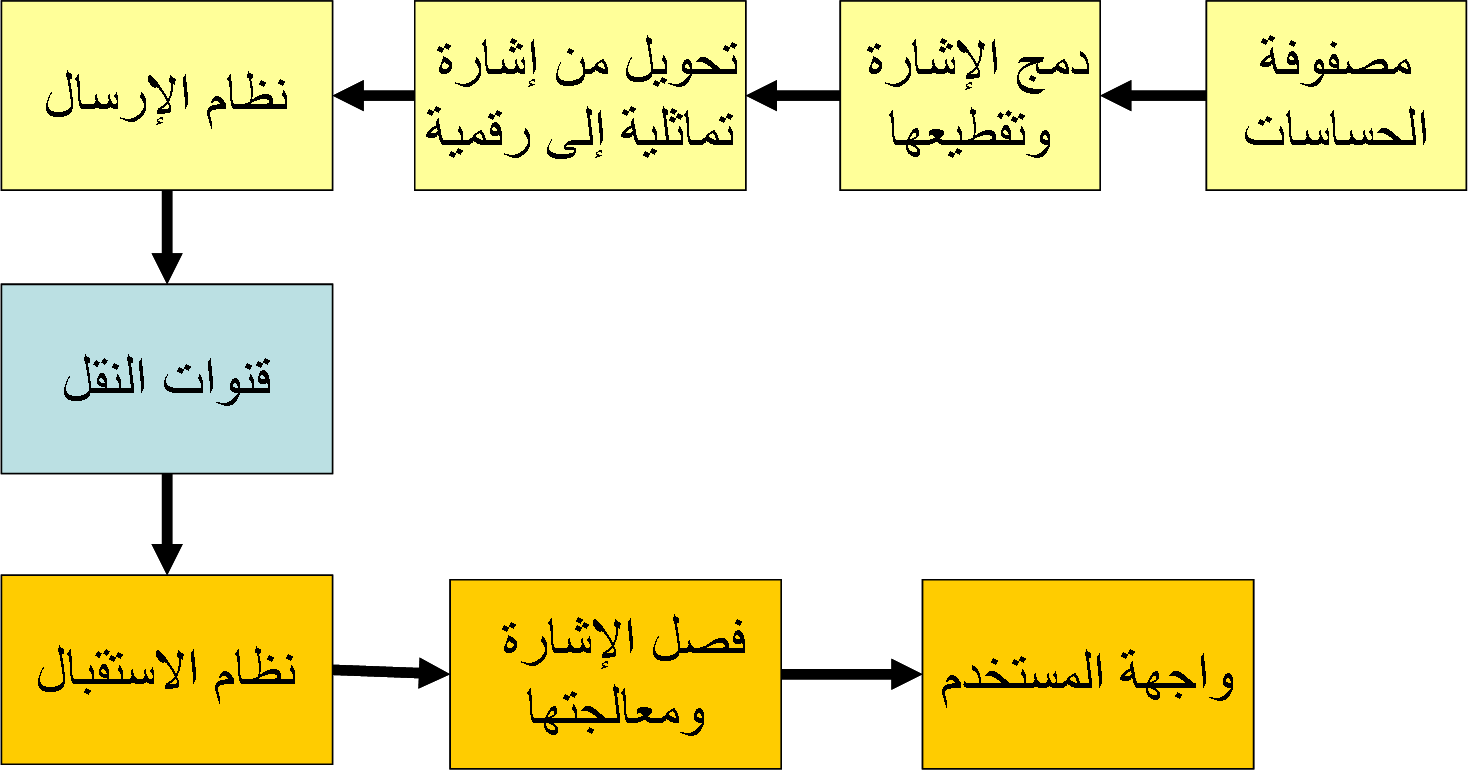
مخطط توضيحي لأقسام نظام القياس عن بعد

يبدأ النظام عادة بمصفوفة من الحساسات لقياس ظاهرة طبيعية ما، تكون الحساسات عادة مخصصة لمهمة قياس محددة، مثلاً متغيرات الطقس، معدل الجريان، المكان، التسارع، وغيرها. يكون خرج مصفوفة الحساسات عبارة عن فرق في الجهد متناسب مع الإشارة التي تم قياسها، في حين أن بعض الحساسات يكون خرجها على شكل قيمة التيار الكهربائي أو فرق التوقيت عوضاً عن فرق الجهد. بعد ذلك يتم تقطيع الإشارة التماثلية على تردد معين يتناسب مع عرض حزمة الإشارة، وتحويل الإشارة المقطعة إلى إشارة رقمية باستخدام محول تماثلي-رقمي، هذا يولد بيانات على شكل نموذج مشفر بالنبضات pulse-coded-modulation. يكون عرضة حزمة النقل هو أحد العوامل التي تحدد طبيعة النظام وذلك لأنها تقيد حجم البيانات الممكن نقلها. عندما تستقبل الإشارة المرسلة من الحساسات، يتم فصل البيانات على قنوات الحساسات، وبعدها يتم تحويل الإشارة إلى إشارة تماثلية مرة أخرى أو تترك بشكلها الرقمي المتقطع لاستخدامها في التحليل. قد تكون واجهة المستخدم هي عبارة عن شاشة العرض، مجموعة من العدادات أو مسجل رسومي. عادة ما يتم تخزين البيانات التي تم الحصول عليها بشكل دائم لاستخدامها مرة أخرى مستقبلاً.

## اقرأ أيضاً
- استشعار عن بعد
- شبكات استشعار لاسلكية
- سكادا